# Kazama Jahiro
Kazama Jahiro (Sizuoka, 1961. október 16. –) japán válogatott labdarúgó.
A japán U20-as válogatott tagjaként részt vett az 1979-es ifjúsági labdarúgó-világbajnokságon.

## Statisztika
| Japán válogatott | Japán válogatott | Japán válogatott |
| Időszak          | Mérk.            | gól              |
| ---------------- | ---------------- | ---------------- |
| 1980             | 4                | 0                |
| 1981             | 8                | 0                |
| 1982             | 4                | 0                |
| 1983             | 3                | 0                |
| Összesen         | 19               | 0                |